# Neopilio inferi
Neopilio inferi – gatunek kosarza z podrzędu Eupnoi i rodziny Neopilionidae

## Występowanie
Gatunek endemiczny dla Republiki Południowej Afryki. Wykazany z Gór Czarnych w Zachodniej Prowincji Przylądkowej.